# Schistura reticulata
Schistura reticulata és una espècie de peix de la família dels balitòrids i de l'ordre dels cipriniformes.

## Morfologia
- Cos amb 17-29 franges.
- Els mascles poden assolir els 7,7 cm de longitud total.
- 11 radis tous a l'aleta dorsal i 8 a l'anal.
- Aleta caudal amb 15 radis ramificats.[4][2]

## Hàbitat i distribució geogràfica
És un peix d'aigua dolça, demersal i de clima tropical, el qual es troba als rius Lokchao i Maklang (la conca del riu Chindwin a Manipur, l'Índia).

## Amenaces
Algunes poblacions (en especial, aquella del riu Lokchao a Moreh) es troben sota una amenaça severa de supervivència a causa del desenvolupament humà i el comerç transfronterer. En altres indrets, aquesta espècie està amenaçada per la pesca destructiva amb verins i dinamita.